# Victorville, Kalifornija
Victorville je grad u američkoj saveznoj državi Kaliforniji, u okrugu San Bernardino. Prema službenoj procjeni iz 2009. godine ima 109.441 stanovnika, a u popisu stanovništva 2000. imao je tek 64.030 stanovnika, što ga čini jednim od najbrže rastućih gradova u SAD-u.
Grad leži oko 100 km sjeveroistočno od Los Angelesa i 250 km jugozapadno od Las Vegasa, u pustinji Mojave, na prometnici br. 15 (Mojave Freeway). Dolina u kojoj se nalazi naziva se Victor Valley, a Victorville je njezino najveće naselje.

## Vanjske poveznice
- Službena stranica  Arhivirana inačica izvorne stranice od 7. siječnja 2011. (Wayback Machine) (engl.)